# Okanagan Lake-Ouest—Kelwona-Sud
Circonscription électorale fédérale du Canada
Okanagan Lake-Ouest—Kelwona-Sud (en anglais Okanagan Lake West—South Kelowna) est une circonscription électorale fédérale canadienne de la Colombie-Britannique située dans les montagnes Rocheuses dans le centre de la province. Elle contient une partie du district régional de Central Okanagan incluant la partie sud de la ville de Kelowna et la ville de Peachland, et une partie du district régional d'Okanagan-Similkameen incluant la ville de Summerland. 
Elle est créée en 2023 de la partie est de l'ancienne circonscription de Central Okanagan—Similkameen—Nicola et de la partie sud de l'ancienne circonscription de Kelowna—Lake Country.
Les circonscriptions limitrophes sont : 
- au nord : Vernon—Lake Country—Monashee
- à l'est : Kelowna
- au sud-est, au sud et à l'ouest : Similkameen—Okanagan-Sud—Kootenay-Ouest
- au nord-ouest : Kamloops—Thompson—Nicola

## Députés
| Législature                                                                                          | Années        | Député | Député    | Parti        |
| --- | ------------- | ------ | --------- | ------------ |
| Okanagan Lake-Ouest—Kelwona-Sud issue de Central Okanagan—Similkameen—Nicola et Kelowna—Lake Country |               |        |           |              |
| 45e                                                                                                  | 2025–en cours |        | Dan Albas | Conservateur |

## Résultats électoraux
Modèle:Élection générale canadienne de 2025 — Okanagan Lake-Ouest—Kelwona-Sud